# Prabuty
Prabuty là một thị trấn thuộc huyện Kwidzyński, tỉnh Pomorskie ở bắc Ba Lan. Thị trấn có diện tích 7 km². Đến ngày 1 tháng 1 năm 2011, dân số của thị trấn là 8573 người và mật độ 1176 người/km².